# Rungstedlund
Rungstedlund er et landsted, beliggende ved Strandvejen i Rungsted, nord for København, med tilhørende søer og lystskov. Stedets ældste del stammer fra 1680. Landstedet har tidligere været kro med tilhørende landbrug og senere – sammen med proprietærgårdene Rungstedgård og Folehavegård – midtpunktet i et større gods. Rungstedlund virker i dag som museum for baronesse Karen Blixen – og Det Danske Akademi, der blev stiftet i 1960, har siden baronessens død i 1962 haft fast domicil på Rungstedlund. Rungstedlunds naturområde er fredet som fuglereservat og Karen Blixen er efter eget ønske begravet under den store rødbøg.

## Landstedets historie
Den ældste del af Rungstedlund stammer fra omkring 1680, og landstedet har tidligere været kro med tilhørende landbrug. På kroen har flere berømte kulturpersoner været logerende, såsom Ludvig Holberg og Johannes Ewald. Ewald blev, nedbrudt af gigt og drikfældighed, sat i pleje på kroen i årene 1773-1776 og skrev her talrige af sine digte, heriblandt Rungsteds Lyksaligheder - En Ode. Opholdet gav ham også inspiration til syngespillet Fiskerne fra 1779 med den danske kongesang, Kong Christian stod ved højen Mast.
Kroen blev nedlagt i 1803, hvorefter gården udelukkende blev drevet som landbrug. Senere blev landbruget slået sammen med de nærliggende proprietærgårde Rungstedgård og Folehavegård. I 1879 blev de fire ejendomme så købt af Wilhelm Dinesen, Karen Blixens far.
I 1900 indgik gården sammen med Rungstedgård og Sømandshvile i et gods på 44 tønder hartkorn, 454 tønder land, heraf 384 ager og eng samt 70 skov. Selve gården var på 27 tønder hartkorn. Godset måtte aflevere 18 tønder land til anlægget af Kystbanen.
Rungstedlund blev i perioden fra 1960 til 1961 restaureret ved arkitekt Steen Eiler Rasmussen.
Det Danske Akademi, stiftet i 1960, har siden Karen Blixens død i 1962 haft fast domicil på Rungstedlund. Bygningerne rummer også Karen Blixen Museet, der blev indviet den 14. maj 1991 af skuespillerinden Bodil Kjer og Dronning Margrethe II med flere.

## Nutidens levendegjorte Rungstedlund
Rungstedlund virker i dag som museum og velbevaret digterhjem for forfatteren Karen Blixen, der voksede op og ligeledes boede her de sidste år af sit liv efter hjemkomsten fra Afrika. Hun ligger begravet i parken ved foden af Ewalds Høj, som er opkaldt efter forfatteren Johannes Ewald.
Om sommeren afholder Karen Blixen Museet sit årligt tilbagevendende flerdages sommerkursus om skiftende emnefelter relateret til Karen Blixens liv og fortællekunst. Således var emnefeltet i 2016 Karen Blixen og kærligheden, mens det i 2017 Karen Blixens tro og livsfilosofi.
Rungstedlund er i dag forvaltet af Rungstedlundfonden, stiftet i 1958 af Karen Blixen og hendes søskende med det formål at opretholde et fuglereservat i det naturområde, der hører til landstedet. Parken er samlet på 16,6 hektar og altid åben for besøgende.
Den 13. august 2010 blev filmen Mit Afrika vist på storskærm under åben himmel i Karen Blixens egen have. Det var Rungstedlundfonden, som havde arrangeret filmvisningen i anledning af 125 års jubilæet for Karen Blixens fødsel og 25 års jubilæet for filmens premiere.
Den 10. november 2016 afholdtes nordisk forfattermøde på Rungstedlund, arrangeret af Det Danske Akademi.
Karen Blixens debutværk Syv fantastiske Fortællinger blev i sommeren 2017 læst op i haven til Rungstedlund af syv forskellige skuespillere i løbet af syv søndage – henholdsvis Ellen Hillingsø, Danica Curcic, Joen Bille, Birgitte Hjort Sørensen, Karen-Lise Mynster, Olaf Johannessen og Solbjørg Højfeldt.

## Ejere af Rungstedlund
| - (1520-1613) Krongods - (1613-1650) Willum Caron - (1650-1687) Slægten Caron - (1687-1699) Lauritz Eskildsen - (1699-1703) Hans Jakob Søbøtker - (1703-1704) Krongods - (1704-1763) Dronning Louise - (1763-1779) Ole Jacobsen - (1779-1803) Søren Lykke Soelberg - (1803-1813) Christen Sørensen | - (1813-1821) Samuel Heckscher - (1821-1868) Aron Nathan David - (1868-1869) Harald David - (1869-1872) Frederik H. Block - (1872-1879) C.C. Brøchner - (1879-1895) Wilhelm Dinesen - (1895-1939) Ingeborg Westenholz, gift Dinesen - (1939-1958) Karen Christentze Dinesen, gift von Blixen-Finecke - (1958-) Rungstedlundfonden |